# Ернст Шумахер (театрознавець)
Ернст Шумахер (нім. Ernst Schumacher; 12 вересня 1921, Штайнгаден, — 7 червня 2012, Шверін) — німецький театрознавець, театральний і літературний критик. Доктор філософії (1965).

## Біографія
Ернст Шумахер народився в Баварії в незаможній селянській родині. У 1940 році він закінчив гімназію в Кемптені (завдяки фінансовій підтримці свого дядька священика) і того ж року був призваний до армії. У 1943 році, після важкого поранення на Східному фронті, Шумахер був демобілізований і вступив до Мюнхенського університету, де вивчав германістику і театрознавство.
У післявоєнні роки Шумахер працював переважно як журналіст в Мюнхені, видавав антифашистський журнал «Енде унд анфанг» (Ende und Anfang); після вступу у 1949 році до КПН став баварським кореспондентом східнонімецького «Німецького радіо»; у 1954—1962 роках був редактором мюнхенської газети «Дойче вохе» (Die Deutsche Woche).
У часи Третього рейху, коли ім'я Бертольда Брехта в Німеччині зберігалося лише в пам'яті небагатьох, Шумахер тим не менш зумів познайомитися з його творами 20-х років, і вже у студентські роки творчість Брехта стала основною темою його досліджень. Він налагодив особистий контакт з драматургом після його повернення до Німеччини і, отримавши від нього всі необхідні матеріали, Шумахер написав дисертацію на тему «Драматургічні досліди Бертольта Брехта, 1918—1933» (Die dramatischen Versuche Bertolt Brechts 1918—1933). Однак в Мюнхені тема дисертації не викликала інтересу, і Шумахер у 1953 році захистив її в Лейпцизькому університеті, у Ганса Маєра, і отримав кандидатський ступінь. Опублікована двома роками по тому, ця дисертація поклала початок науковому брехтознавству.
У 1956 році КПН в Західній Німеччині була заборонена, і у 1962 році Шумахер, побоюючись переслідувань, переселився до НДР. У 1965 році він захистив в Лейпцизькому університеті докторську дисертацію на тему «Драма й історія. „Життя Галілея“ Б. Брехта та інші п'єси» (Drama und Geschichte. B. Brechts «Leben des Galilei» und andere Stücke) і з 1966 року був професором Інституту театрознавства Берлінського університету ім. Гумбольдта, де викладав теорію виконавських мистецтв. З 1971 року Шумахер був членом Академії мистецтв НДР, президентом національної секції Міжнародної асоціації театральних критиків, а з 1981 року — також почесним віце-президентом Асоціації.

## Нагороди і премії
- Національна премія НДР в галузі науки і техніки (1986)[2][4]
- Премія ім. Ґете (1971)[2]
- Премія ім. Лессінга (1976)[2]
- Орден Заслуг перед Вітчизною (Vaterländischer Verdienstorden, 1981)[2]

## Твори
- «Театр часу — час театру» (Theater der Zeit — Zeit des Theaters, 1960)
- «Випадок Галілея. Драма науки» (Der Fall Galilei. Das Drama der Wissenschaft, 1964)
- «Драма й історія. „Життя Галілея“ Б. Брехта та інші п'єси» (Drama und Geschichte. B. Brechts «Leben des Galilei» und andere Stücke, 1965)
- «Брехт. Театр і суспільство у XX сторіччі» (1973)
- «Критичні статті про Брехта» (Brecht-Kritiken, 1976)
- «Життя Брехта в слові і зображенні» (у співавторстві з Ренатою Шумахер, 1978)
- «Життя Брехта» (Leben Brechts, 1984)
- «Мій Брехт. Спогади 1943—1956» (Mein Brecht. Erinnerungen 1943-56, 2006)
- «Баварський комуніст у роздвоєній Німеччині. Записи дослідника Брехта і театрального критика в НДР 1945—1991» (Ein bayerischer Kommunist im doppelten Deutschland. Aufzeichnungen des Brechtforschers und Theaterkritikers in der DDR 1945—1991, 2007)
- «Хто розділив Німеччину?» (Wer hat Deutschland geteilt? 2008)